# Psychoda umbracola
Psychoda umbracola är en tvåvingeart som beskrevs av Quate 1955. Psychoda umbracola ingår i släktet Psychoda och familjen fjärilsmyggor. Inga underarter finns listade i Catalogue of Life.